# Never Giving Up
«Never Giving Up» es el quinto sencillo de la banda estadounidense de metal alternativo Of Mice & Men en su tercer álbum Restoring Force. Fue publicado el 20 de febrero de 2015.

## Videoclip
Fue lanzado un video oficial de la canción, realizado mediante el uso de capas Hovartos disparos por Jon Stone y Danny Todd durante algunos conciertos de Of Mice & Men.

## Posiciones
| Lista (2015)                            | Posiciones |
| --------------------------------------- | ---------- |
| Mainstream Rock Songs (mainstream rock) | 20         |